# Fonologia segmentalna
Fonologia segmentalna – dział fonologii badający trzy główne aspekty języka: allofonię, fonotaktykę i allomorfię.